# 成功大學共產黨事件
成功大學共產黨事件，又稱成功大學共產黨案，是一起發生於臺灣白色恐怖時期1971年11月至1972年2月之間的政治事件。

## 事件

### 起因
1971年11月，成功大學學生蔡俊軍、吳榮元、鐘俊隆、吳俊宏、余光夏、沈寧怡在校內圖書館接觸《資本論》、《馬克思主義與唯物史觀》等馬克思主義書籍，深受啟發，並草擬宣言，成立「成功大學共產黨」，由蔡俊軍任主席，吳榮元任副主席，鐘俊隆任書記。。

### 黨員
黨員除成大學生外，還有淡江大學學生林擎天、林守一、張建章，輔仁大學學生李國龍，文化學院學生李代雄，逢甲大學學生李慧宗、吳錦江，高雄商業學校學生黃文珍，空軍幼校學生林台雄、刁德善、林星戈、鄧伯宸，海軍軍官學校學生余子超等人。

### 行動
在1971年11月至1972年2月間，該黨印刷《共產黨宣言》、自製五星红旗，蒐集中共傳單，並串連中部和北部大學試圖發起革命。

### 失敗
該黨黨員1972年2月陸續被捕，以意圖顛覆政府著手實行之罪名，並且於3月移送警備總部軍法處。

## 事發後

### 判決
1972年10月3日判決，蔡俊軍、吳榮元二人遭判死刑；鐘俊隆、吳錦江、林守一、林擎天判處無期徒刑；張建章、吳俊宏、沈寧怡、刁德善、張星戈、黃文珍判處15年有期徒刑；鄧伯宸等7人則判處感化教育3年。

### 減刑
因此案之参與者皆是19岁－24岁的學生，所以引發立委質疑，為何在就讀軍校和大學後思想左傾，美國方面亦關切此案。1972年12月國防部發回軍法部更審，隔年2月更審結果：死刑改判無期徒刑，無期徒刑改判十五年有期徒刑，其餘維持原判。